# レディ・ファイター 詠春拳伝説
『レディ・ファイター 詠春拳伝説』（レディ・ファイター えいしゅんけんでんせつ、原題：詠春、英題：Wing Chun）は、1994年の香港のカンフー映画。日本では劇場未公開でVHS発売された。DVD発売の際の邦題は『詠春拳』（えいしゅんけん）。いずれも廃盤。

## 概要
1992年の『ポリス・ストーリー3』、1997年『007 トゥモロー・ネバー・ダイ』や2000年公開の『グリーン・デスティニー』で存在感を示した世界的女性アクションスター、ミシェル・ヨー（当時はミシェール・キング）香港時代全盛期のカンフー映画。タイトル通り、中国南派武術の一種「詠春拳」の開祖である厳詠春を主人公にしているが、動きとして詠春拳そのものは登場せず、当時主流であったワイヤーワークを多用した派手なアクションとなっている。劇中の「豆腐を壊したら負け」勝負は、その後『グリーン・デスティニー』や『キル・ビル』シリーズなどアジアハリウッドの女性アクションにおいても観客を魅了したユエン・ウーピン（袁和平）監督の力強く美しい動作設計が光る。動作指導には監督の実弟ユエン・シュンイー（袁信義）のほか、出演しているドニー・イェンも名を連ねている。なお、詠春の師匠である五枚尼姑にはキン・フー（胡金銓）監督『大酔侠』などで1960年代に剣劇の女王として人気を誇ったチェン・ペイペイ（鄭佩佩）が扮した。

## あらすじ
祭りの日に山賊に襲われた村を救ったのは、美しい女性ながら近隣の力自慢の男どもを蹴散らすほどの武術の達人、詠春。「そろばん芳」と渾名される毒舌でしっかり者の叔母と豆腐店を営んでいたが、山賊から助けた未亡人のインリョンを店の従業員として雇うことになる。彼女を店の看板娘に据えるとたちまち店は大繁盛。そこへ詠春の幼馴染みリョウ・パクトが10年ぶりに帰って来た。幼い頃から詠春を慕い続けて来た彼だが看板娘のインリョンを詠春と、また男装の詠春を彼女の恋人と間違えてしまう。詠春を愛するパクト、パクトに魅かれてゆくインリョン、インリョンを我が物にしたい山賊の飛天猿子と近所に住む学者のウォン、そのウォンを気に入ってしまった叔母、そしてパクトの誤解を解くことが出来ない詠春、詠春への復讐に燃える山賊達と彼女のきっぷの良さに惚れてしまった山賊の首領。それぞれの思惑と策略、恋心と力勝負が交差する。「負けたらオレの嫁になれ」という強敵の山賊ボスに詠春は勝てるのか。そして最後に自分の想いを伝えられるのは？

## キャスト
- ミシェール・キング（楊紫瓊） - 厳詠春（英語版）（イム・ウィンチュン）
- ドニー・イェン（甄子丹） - 梁博滔（リョウ・パクト）
- レイ・チーホン（李子雄） - 黄学州（ウォン・ホクチョク）
- ホン・ヤン（洪欣） - 未亡人、萬艶娘（マン・インリョン）
- ユン・キンタン（苑瓊丹） - 叔母、そろばん芳（フォン）
- チョイ・シウキョン（徐少強（中国語版）） - 山賊の首領、飛天猩猩（フライング・チンパンジー）
- チェン・ペイペイ（鄭佩佩） -　詠春の師匠、五枚尼姑
- 崔亞輝 - 飛天猿子（フライング・モンキー）